# Андре Гансен
Андре Гансен (норв. André Hansen, нар. 17 грудня 1989, Осло) — норвезький футболіст, воротар клубу «Русенборг» і національної збірної Норвегії.

## Клубна кар'єра
У дорослому футболі дебютував 2004 року виступами за команду клубу «Скейд», в якій провів чотири сезони, взявши участь у 21 матчі чемпіонату. Протягом цього періоду також грав на умовах оренди за третьоліговий «К'єлсос», в якому відстояв на воротах у 7 матчах 2007 року.
2009 року перейшов до «Ліллестрема», в якому дебютував в матчах елітної норвезької Тіппеліги, проте основним голкіпером не став і частину 2009 року провів в Ісландії, де грав за «КР Рейк'явік». Наприкінці 2010 року контракт гравця, який грав здебільшого за команду дублерів «Ліллестрема», добіг кінця.
У січні 2011 року Гансен на правах вільного агента уклав чотирирічний контракт з іншим клубом Тіппеліги, «Оддом», у складі якого від самого початку став основним голкіпером. Залишався основним воротарем команди протягом усього контракту з клубом, який закінчився наприкінці 2014 року.
На початку 2015, знову як вільний агент, уклав контракт з одним з лідерів норвезького футболу клбуом «Русенборг», в якому також зазвичай виходить в основному складі.

## Виступи за збірні
2007 року дебютував у складі юнацької збірної Норвегії, взяв участь у 5 іграх на юнацькому рівні.
Протягом 2008–2011 років залучався до складу молодіжної збірної Норвегії. На молодіжному рівні зіграв у 8 офіційних матчах.
12 січня 2013 року дебютував в офіційних матчах у складі національної збірної Норвегії товариською грою проти збірної Замбії. Відтоді регулярно отримує виклики до національної комнади, проте зазвичай залишається на лаві запасних, програючи конкуренцію за місце в «основі» Руне Ярстейну.

## Досягнення
- Чемпіон Норвегії (4):

«Русенборг»:  2015, 2016, 2017, 2018
- Володар Кубка Норвегії (3):

«Русенборг»:  2015, 2016, 2018
- Володар Суперкубка Норвегії (2):

«Русенборг»:  2017, 2018